# Turnipax oechslerorum
Turnipax oechslerorum — викопний вид сивкоподібних птахів родини триперсткових (Turnicidae), що існував у олігоцені в Європі.

## Скам'янілості
Скам'янілі рештки птаха знайдені у Німеччині. Було виявлено майже повний скелет. Відсутні череп та кістки правої стопи.

## Оригінальна публікація
- G. Mayr and C. W. Knopf. 2007. A stem lineage representative of buttonquails from the Lower Oligocene of Germany — fossil evidence for a charadriiform origin of the Turnicidae. Ibis